# ASTRA32
ASTRA32 — программа для просмотра информации об аппаратной и программной конфигурации компьютера.

## Возможности программы
- определение 378 типов процессоров и сопроцессоров фирм Intel, AMD, Cyrix, VIA, Centaur/IDT, Rise, Transmeta, NexGen, UMC, IBM, Texas Instruments, C&T, IIT, ULSI, National Semiconductor, SiS;
- определение тактовой частоты процессора, коэффициента умножения и частоты системной шины, определение оригинальной (без учёта разгона) частоты процессора, номера процессора, типа разъёма (slot, socket) и типа упаковки (Platform ID) процессора, определение поддерживаемых процессором возможностей (MMX, SSE, SSE2, SSE3, Supplemental SSE3, SSE4, XOP, 3DNow!, 3DNow! Extensions и другое), размера и параметров кэша;
- уникальная функция поиска устройств с неустановленными драйверами (Drivers Troubleshooter). Данная функция выводит список всех физических устройств с неустановленными или неправильно установленными драйверами;
- вычисление статуса надежности винчестеров с помощью уникального алгоритма;
- определение подробной информации о драйверах (имя драйвера, поставщик, версия, дата, статус и другое) всех физических устройств;
- определение производителя материнской платы и URL сайта, определение производителя, даты и версии BIOS, определение производителя и модели чипсета;
- определение модели и ёмкости ATA/ATAPI устройств (винчестеры, CD/DVD устройства, ZIP накопители). Определение типа интерфейса (Parallel ATA, Serial ATA I, Serial ATA II). Определение PIO, DMA и UltraDMA режимов (в том числе активных в данной конфигурации). Работа с ATA/ATAPI устройствами на внешних UDMA/SATA/RAID контроллерах. Определение скорости чтения/записи CD/DVD приводов;
- чтение S.M.A.R.T. информации (в том числе дисков на внешних UDMA/SATA/RAID контроллерах) и определение температуры винчестеров;
- определение SCSI устройств (винчестеры, CD приводы, сканеры, стримеры) и их параметров (имя устройства, тип, размер, серийный номер, температура, дата выпуска, размер буфера, скорость вращения винчестеров и другое);
- чтение SPD информации из модулей памяти (объём, тип, производитель, скоростные характеристики и многое другое);
- определение PCI/AGP/PCI-X/PCI-E/PCMCIA, ISA/PnP устройств и используемых ими ресурсов. Программе известны более 13200 устройств;
- определение USB устройств (производитель, модель, серийный номер, версия, скорость и другое); программе известны более 16600 устройств;
- определение более 11100 моделей мониторов и их характеристик;
- поддержка стандарта DMI/SMBIOS, в том числе определение названия системы, модели материнской платы, параметров BIOS, процессора, кэша, подсистемы памяти, вывод информации о слотах и портах материнской платы;
- определение производителя и названия видеокарты, размера видеопамятиопределение типа звуковой карты, модема, сетевой карты, LPT/PnP устройств (принтеры, сканеры) и многое другое;
- информация о Windows, установленных программах и обновлениях;
- создание файла-отчёта в текстовом (посмотреть пример отчёта), INI (посмотреть пример отчёта), HTML (посмотреть пример отчёта), XML (посмотреть пример отчёта) и CSV (посмотреть пример отчёта) форматах;
- возможность работы в режиме командной строки;
- возможность запуска без инсталляции;
- возможность импорта отчётов в программу учёта компьютеров на предприятии Hardware Inspector;
- создание файла-отчёта в формате программы инвентаризационного учёта вычислительной техники JoyStock;
- возможность совместной работы с программой 'Учёт и контроль компьютеров в сети';
- возможность импорта отчётов в систему учёта компьютеров и комплектующих 'Токен КомпьюЛиб'.